# Krzysztof Żabicki
Krzysztof Bogusław Żabicki (ur. 17 lipca 1962 w Starachowicach) – generał brygady Wojska Polskiego.

## Życiorys
Absolwent Wyższej Oficerskiej Szkoły Radiotechnicznej w Jeleniej Górze. Od 2007 pełnił obowiązki komendanta Centrum Szkolenia Sił Powietrznych im. Romualda Traugutta w Koszalinie, a w 2011 objął funkcję szefa Szefostwa Szkolenia. Od lutego 2012 zajmował stanowisko zastępcy szefa sztabu Dowództwa Sił Powietrznych.
1 sierpnia 2012 Prezydent RP Bronisław Komorowski mianował go na stopień generała brygady.
Od 2022 prezes Zarządu Szpitala Specjalistycznego w Zabrzu.

## Ordery i odznaczenia
- Krzyż Kawalerski Orderu Odrodzenia Polski – 11 stycznia 2022[4]
- Złoty Krzyż Zasługi – 22 lipca 2005[5]
- Srebrny Krzyż Zasługi – 18 października 2000[6]
- Brązowy Krzyż Zasługi – 11 kwietnia 1997[7]
- Lotniczy Krzyż Zasługi – 25 sierpnia 2010[8]